# Estudos culturais
Os estudos culturais são um campo de investigação de caráter interdisciplinar que explora as formas de produção ou criação de significados e de difusão dos mesmos nas sociedades atuais. Nessa perspectiva, a criação de significado e dos discursos reguladores das práticas significantes da sociedade revelam o papel apresentado pelo poder na regulação das atividades cotidianas das formações sociais. Sendo assim, os estudos culturais não se configuram exatamente como uma disciplina distinta, mas sim uma abordagem ampla dentro das disciplinas constituídas.
O âmbito dos estudos culturais combina a economia política, a teoria da comunicação, a sociologia, a teoria social, a crítica literária, o cinema, a antropologia cultural, a geografia, a filosofia e o estudo dos fenômenos culturais nas diversas sociedades. Os estudiosos da área frequentemente se interessam por como um determinado fenômeno se refere a questões de Ideologia, nacionalidade, etnia, Género (sociedade) e classe social.
Os Estudos Culturais são um ramo das humanidades particularmente forte no mundo de fala inglesa, e se desenvolveram em particular nos EUA a partir dos anos 1960, no contexto do surgimento do pós-modernismo, pós-colonialismo e multiculturalismo, e dos movimentos sociais como o movimento negro e a segunda onda do feminismo.
Um dos principais contribuintes dos Estudos Culturais Ingleses foi o autor Stuart Hall. O sociólogo de origem jamaicana foi diretor do Center for Contemporany Cultural Studies (CCCS), localizado na Universidade de Birmingham. Entre suas principais contribuições está da Teoria da Recepção, tese que organiza a comunicação em um processo de codificação-decodificação da mensagem. Em sua teoria, Hall rompe com a ideia da linearidade comunicativa entre emissor-receptor, considerando a importância do código na compreensão da mensagem. Além disso, admite a influência de fatores sociais, políticos e culturais que alteram na forma como o indivíduo decodifica mensagens. Nesse sistema, etapas independentes se relacionam no processo de formação da mensagem e sua posterior compreensão (produção, circulação, consumo/distribuição e reprodução). Ele ainda defende a impossibilidade de "erro" na compreensão de um conteúdo, o que ocorre é a assimetria entre o sentido pretendido pelo produtor (posição dominante) e o decodificado pelo receptor.